# Liste der Senatoren der Vereinigten Staaten aus Delaware
Die Liste der Senatoren der Vereinigten Staaten aus Delaware führt alle Personen auf, die jemals für diesen Bundesstaat dem Senat der Vereinigten Staaten angehört haben, nach den Senatsklassen sortiert. Dabei zeigt eine Klasse, wann dieser Senator wiedergewählt wird. Die Wahlen der Senatoren der class 1 fanden im Jahr 2024 statt, die Senatoren der class 2 wurden zuletzt im November 2020 wiedergewählt.

## Klasse 1

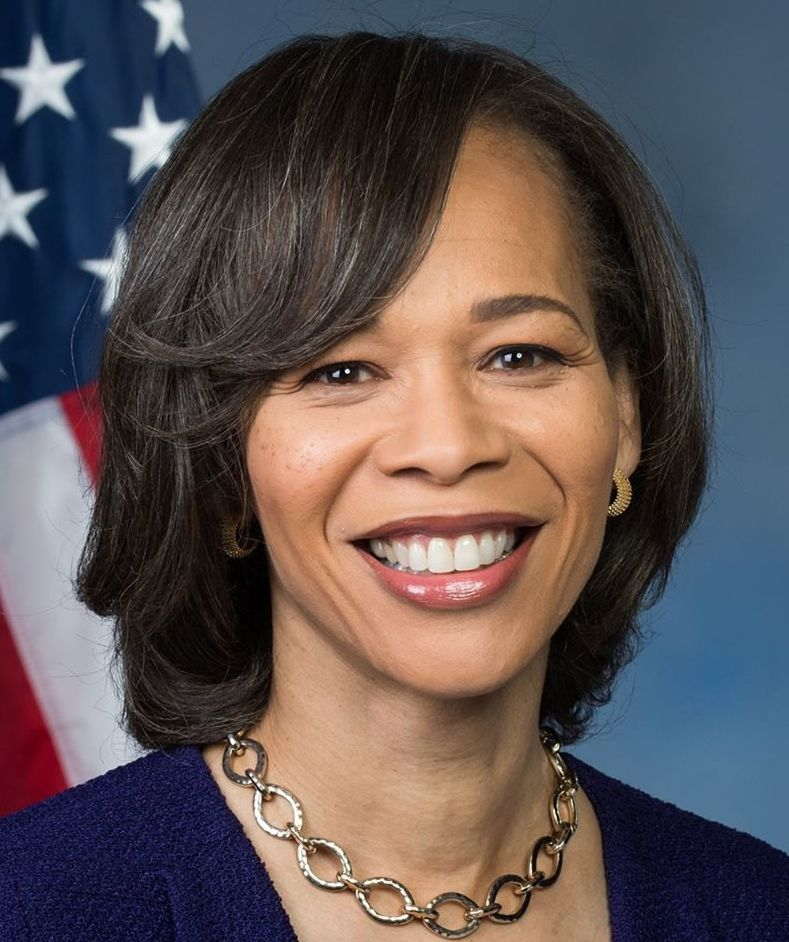
Lisa Blunt Rochester

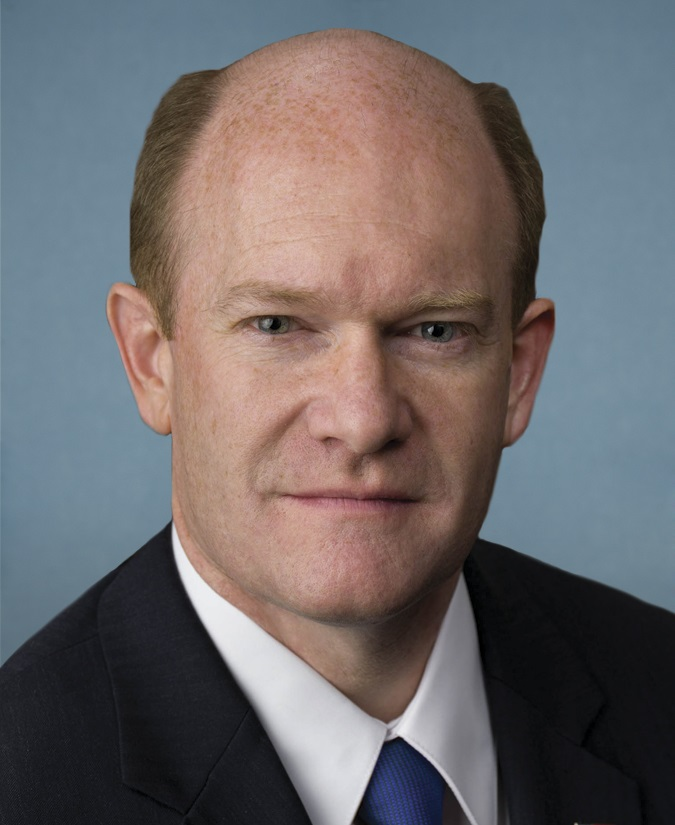
Chris Coons

Delaware ist seit dem 7. Dezember 1787 US-Bundesstaat und hatte bis heute 25 Senatoren der class 1. Einer von ihnen, James Bayard Jr., hatte zwei, nicht unmittelbar aufeinanderfolgende, Amtszeiten absolviert. Ein weiterer Senator, Richard H. Bayard, hatte zwei Amtszeiten, die durch eine zweijährige Vakanz voneinander getrennt waren.
| Name                      | Amtszeit  | Partei                | Lebensdaten                           |
| ------------------------- | --------- | --------------------- | ------------------------------------- |
| George Read               | 1789–1793 | Föderalist            | 18. September 1733–21. September 1798 |
| Henry Latimer             | 1795–1801 | Föderalist            | 24. April 1752–19. Dezember 1819      |
| Samuel White              | 1801–1809 | Föderalist            | Dezember 1770–4. November 1809        |
| Outerbridge Horsey        | 1810–1821 | Föderalist            | 5. März 1777–9. Juni 1842             |
| Caesar Augustus Rodney    | 1822–1823 | Democratic Republican | 4. Januar 1772–10. Juni 1824          |
| Thomas Clayton            | 1824–1827 | Föderalist            | Juli 1777–21. August 1854             |
| Louis McLane              | 1827–1829 | Democratic Republican | 28. Mai 1786–7. Oktober 1857          |
| Arnold Snow Naudain       | 1830–1836 | Whig                  | 6. Januar 1790–4. Januar 1872         |
| Richard Henry Bayard      | 1836–1839 | Whig                  | 26. September 1796–4. März 1868       |
| vakant                    |           |                       |                                       |
| Richard Henry Bayard      | 1841–1845 | Whig                  | 26. September 1796–4. März 1868       |
| John Middleton Clayton    | 1845–1849 | Whig                  | 24. Juli 1796–9. November 1856        |
| John Wales                | 1849–1851 | Whig                  | 31. Juli 1783–3. Dezember 1863        |
| James Asheton Bayard Jr.  | 1851–1864 | Demokrat              | 15. November 1799–13. Juni 1880       |
| George Read Riddle        | 1864–1867 | Demokrat              | 1817–29. März 1867                    |
| James Asheton Bayard Jr.  | 1867–1869 | Demokrat              | 15. November 1799–13. Juni 1880       |
| Thomas Francis Bayard Sr. | 1869–1885 | Demokrat              | 29. Oktober 1828–29. September 1898   |
| George Gray               | 1885–1899 | Demokrat              | 4. Mai 1840–7. August 1925            |
| vakant                    |           |                       |                                       |
| Lewis Heisler Ball        | 1903–1905 | Republikaner          | 21. September 1861–18. Oktober 1932   |
| Henry Algernon du Pont    | 1906–1917 | Republikaner          | 30. Juli 1838–31. Dezember 1926       |
| Josiah Oliver Wolcott     | 1917–1921 | Demokrat              | 31. Oktober 1877–11. November 1938    |
| Thomas Coleman du Pont    | 1921      | Republikaner          | 11. Dezember 1863–11. November 1930   |
| Thomas Francis Bayard Jr. | 1921–1929 | Demokrat              | 4. Juni 1868–12. Juli 1942            |
| John Gillis Townsend      | 1929–1941 | Republikaner          | 31. Mai 1871–10. April 1964           |
| James Miller Tunnell      | 1941–1947 | Demokrat              | 2. August 1879–14. November 1957      |
| John James Williams       | 1947–1970 | Republikaner          | 17. Mai 1904–11. Januar 1988          |
| William Victor Roth       | 1971–2001 | Republikaner          | 22. Juli 1921–13. Dezember 2003       |
| Thomas Richard Carper     | 2001–2025 | Demokrat              | * 23. Januar 1947                     |
| Lisa Blunt Rochester      | seit 2025 | Demokrat              | * 10. Februar 1962                    |

## Klasse 2
Delaware stellte bis heute 28 Senatoren der class 2. Zwei von ihnen, nämlich William Wells und John Clayton, absolvierten jeweils zwei Amtszeiten, die nicht unmittelbar aufeinander folgten.
| Name                     | Amtszeit  | Partei       | Lebensdaten                          |
| ------------------------ | --------- | ------------ | ------------------------------------ |
| Richard Bassett          | 1789–1793 | Föderalist   | 2. April 1745–15. August 1815        |
| John Middleton Vining    | 1793–1798 | Föderalist   | 23. Dezember 1758–Februar 1802       |
| Joshua Clayton           | 1798      | Föderalist   | 20. Juli 1744–11. August 1798        |
| William Hill Wells       | 1799–1804 | Föderalist   | 7. Januar 1769–11. März 1829         |
| James Asheton Bayard Sr. | 1805–1813 | Föderalist   | 28. Juli 1767–6. August 1815         |
| William Hill Wells       | 1813–1817 | Föderalist   | 7. Januar 1769–11. März 1829         |
| Nicholas Van Dyke        | 1817–1826 | Föderalist   | 20. Dezember 1770–21. Mai 1826       |
| Daniel Rodney            | 1826–1827 | Föderalist   | 10. September 1764–2. September 1846 |
| Henry Moore Ridgely      | 1827–1829 | Föderalist   | 6. August 1779–6. August 1847        |
| John Middleton Clayton   | 1829–1836 | Whig         | 24. Juli 1796–9. November 1856       |
| Thomas Clayton           | 1836–1847 | Whig         | Juli 1777–21. August 1854            |
| Presley Spruance         | 1847–1853 | Whig         | 11. September 1785–13. Februar 1863  |
| John Middleton Clayton   | 1853–1856 | Whig         | 24. Juli 1796–9. November 1856       |
| Joseph Parsons Comegys   | 1856–1857 | Whig         | 29. Dezember 1813–1. Februar 1893    |
| Martin Waltham Bates     | 1857–1859 | Demokrat     | 24. Februar 1786–1. Januar 1869      |
| Willard Saulsbury Sr.    | 1859–1871 | Demokrat     | 2. Juni 1820–6. April 1892           |
| Eli May Saulsbury        | 1871–1889 | Demokrat     | 29. Dezember 1817–22. März 1893      |
| Anthony C. Higgins       | 1889–1895 | Republikaner | 1. Oktober 1840–26. Juni 1912        |
| vakant                   |           |              |                                      |
| Richard Rolland Kenney   | 1897–1901 | Demokrat     | 9. September 1856–14. August 1931    |
| vakant                   |           |              |                                      |
| James Frank Allee        | 1903–1907 | Republikaner | 2. Dezember 1857–12. Oktober 1938    |
| Harry Alden Richardson   | 1907–1913 | Republikaner | 1. Januar 1853–16. Juni 1928         |
| Willard Saulsbury Jr.    | 1913–1919 | Demokrat     | 17. April 1861–20. Februar 1927      |
| Lewis Heisler Ball       | 1919–1925 | Republikaner | 21. September 1861–18. Oktober 1932  |
| Thomas Coleman du Pont   | 1925–1928 | Republikaner | 11. Dezember 1863–11. November 1930  |
| Daniel Oren Hastings     | 1928–1937 | Republikaner | 5. März 1874–9. Mai 1966             |
| James Hurd Hughes        | 1937–1943 | Demokrat     | 14. Januar 1867–29. August 1953      |
| Clayton Douglass Buck    | 1943–1949 | Republikaner | 21. März 1890–27. Januar 1965        |
| Joseph Allen Frear       | 1949–1961 | Demokrat     | 7. März 1903–15. Januar 1993         |
| James Caleb Boggs        | 1961–1973 | Republikaner | 15. Mai 1909–26. März 1993           |
| Joseph Robinette Biden   | 1973–2009 | Demokrat     | * 20. November 1942                  |
| Edward E. Kaufman        | 2009–2010 | Demokrat     | * 15. März 1939                      |
| Christopher Andrew Coons | seit 2010 | Demokrat     | * 9. September 1963                  |